# Campeonato Nacional de Fútbol de Cuba
Il Campeonato Nacional de Fútbol de Cuba (it. Campionato nazionale di calcio di Cuba), creato nel 1912, è la più importante competizione calcistica cubana ed è organizzato dall'Asociación de Fútbol de Cuba.
Le presenze di squadre cubane nella CONCACAF Champions Cup sono state due, entrambe del Pinar del Río FC, il quale arrivò in finale del torneo nel 1989 e 1990 perdendo in tutte e due le occasioni .

## Formato
Sedici squadre vengono divise in due gironi da otto squadre ciascuno. Le prime quattro classificate di ogni girone vanno a formare un ulteriore girone da otto squadre, in cui le prime due si scontreranno nella finale per il titolo di Campione di Cuba.
2019-20
Nella Stagione 2019-20 sono passate alla Clausura le prime quattro classificate dei due gironi del torneo ,con aggiunta della migliore quinta che viene compensata in numero dalla Nazionale Cubana Under-20.Il girone perciò è formato da 10 squadra  

## Squadre
Stagione 2019-2020.

### Girone A
- Artemisa
- Cienfuegos
- Isla de la Juventud
- Ciudad de La Habana
- Matanzas
- Mayabeque
- Pinar del Río
- Villa Clara

### Girone B
- Camagüey
- Ciego de Ávila
- Granma
- Guantánamo
- Holguín
- Las Tunas
- Sancti Spíritus
- Santiago de Cuba

## Albo d'oro
- 1912:  Rovers AC (La Havane)
- 1913:  Hatüey (La Havane)
- 1914:  Rovers AC (La Havane)
- 1915:  Hispano América (La Havane)
- 1916:  La Habana
- 1917:  Iberia/Real Iberia
- 1918:  Iberia/Real Iberia
- 1919:  Hispano América
- 1920:  Hispano América
- 1921:  Hispano América
- 1922:  Iberia/Real Iberia
- 1923:  Iberia/Real Iberia
- 1924:  Olimpia
- 1925:  Fortuna
- 1926:  Iberia/Real Iberia
- 1927:  Juventud Asturiana
- 1928:  Iberia/Real Iberia
- 1929:  Iberia/Real Iberia
- 1930:  Deportivo Español
- 1931:  Centro Gallego
- 1932:  Centro Gallego
- 1933:  Juventud Asturiana
- 1934:  Iberia/Real Iberia
- 1935:  Juventud Asturiana
- 1936:  Juventud Asturiana
- 1937:  Centro Gallego
- 1938:  Centro Gallego
- 1939:  Centro Gallego
- 1940:  Centro Gallego
- 1941:  Juventud Asturiana
- 1942:  Puentes Grandes
- 1943:  Puentes Grandes
- 1944:  Juventud Asturiana

- 1945:  Centro Gallego
- 1946: non disputato
- 1947:  Centro Gallego
- 1948:  Juventud Asturiana
- 1949:  Diablos Rojos
- 1950:  Hispano América
- 1951:  Deportivo San Francisco
- 1952:  Deportivo San Francisco
- 1953:  Deportivo San Francisco
- 1954:  Deportivo San Francisco
- 1955:  Deportivo San Francisco
- 1956:  Casino Español
- 1957:  Deportivo San Francisco
- 1958:  Deportivo Mordazo
- 1959:  Deportivo Mordazo
- 1960:  Cerro
- 1961:  Deportivo Mordazo
- 1962: non disputato
- 1963:  Industriales
- 1964:  Industriales
- 1965:  La Habana
- 1966:  La Habana
- 1967:  La Habana
- 1968:  Granjeros
- 1969:  Granjeros
- 1970:  Granjeros
- 1971: non disputato
- 1972:  Industriales
- 1973:  Industriales
- 1974:  Azucareros
- 1975:  Granjeros
- 1976:  Azucareros
- 1977:  Granjeros

## Albo d'oro dal 1978
Elenco dei vincitori del campionato cubano di calcio di massimo livello dopo la ristrutturazione del torneo.

## Titoli per club
| Club                    | Campione | Stagioni                                                                                 |
| ----------------------- | -------- | ---------------------------------------------------------------------------------------- |
| Villa Clara             | 14       | 1980, 1981, 1982, 1983, 1986, 1992, 1996, 1997, 2002/03, 2004/05, 2011, 2012, 2013, 2016 |
| Iberia/Real Iberia      | 8        | 1917, 1918, 1922, 1923, 1926, 1928, 1929, 1934                                           |
| Centro Gallego          | 8        | 1931, 1932, 1937, 1938, 1939, 1940, 1945, 1947                                           |
| Juventud Asturiana      | 7        | 1927, 1933, 1935, 1936, 1941, 1944, 1948                                                 |
| Pinar del Río           | 7        | 1987, 1988/89, 1989/90, 1991/92, 1995, 1999/00, 2006/07                                  |
| Deportivo San Francisco | 6        | 1951, 1952, 1953, 1954, 1955, 1957                                                       |
| Ciudad de La Habana     | 6        | 1978/79, 1979, 1984, 1994, 1998, 2000/01                                                 |
| Hispano América         | 5        | 1915, 1919, 1920, 1921, 1950                                                             |
| Granjeros               | 5        | 1968, 1969, 1970, 1975, 1977                                                             |
| Ciego de Ávila          | 5        | 1993, 2001/02, 2003, 2009/10, 2014                                                       |
| Cienfuegos              | 5        | 1985, 1990/91, 2007/08, 2008/09, 2023                                                    |
| La Habana               | 4        | 1916, 1965, 1966, 1967                                                                   |
| Industriales            | 4        | 1963, 1964, 1972, 1973                                                                   |
| Deportivo Mordazo       | 3        | 1958, 1959, 1961                                                                         |
| Santiago de Cuba        | 3        | 2017, 2018, 2019                                                                         |
| Rovers AC               | 2        | 1912, 1914                                                                               |
| Puentes Grandes         | 2        | 1942, 1943                                                                               |
| Azucareros              | 2        | 1947, 1976                                                                               |
| Hatüey                  | 1        | 1913                                                                                     |
| Olimpia                 | 1        | 1924                                                                                     |
| Fortuna                 | 1        | 1925                                                                                     |
| Deportivo Español       | 1        | 1930                                                                                     |
| Diablos Rojos           | 1        | 1949                                                                                     |
| Casino Español          | 1        | 1956                                                                                     |
| Cerro                   | 1        | 1960                                                                                     |
| Holguín                 | 1        | 2005                                                                                     |
| Camagüey                | 1        | 2015                                                                                     |
| Artemisa                | 1        | 2022                                                                                     |

## Migliori Marcatori Stagionali
| Stagione | Capocannoniere       | Squadra             | Reti |
| 1978/79  | Urbano Ankle         | Las Tunas           | 14   |
| 1979     | Roberto Pereira      | Villa Clara         | 7    |
| 1979     | Regino Delgado       | Villa Clara         | 7    |
| 1979     | Ramón Núñez          | Las Tunas           | 7    |
| 1979     | Carlos Azcuy         | Ciudad de La Habana | 7    |
| 1980     | Regino Delgado       | Villa Clara         | 9    |
| 1981     | Agustín Pérez        | Camagüey            | 8    |
| 1982     | Roberto Pereira      | Villa Clara         | 8    |
| 1982     | Dagoberto Lara       | Cienfuegos          | 8    |
| 1983     | Frank Pérez Espinosa | Cienfuegos          | 9    |
| 1984     | Andrés Roldán Sr.    | Cienfuegos          | 14   |
| 1985     | Roberto Pereira      | Villa Clara         | 19   |
| 1986     | Osvaldo Alonso       | Pinar del Río       | 19   |
| 1987     | Guillermo Matos      | Cienfuegos          | 14   |
| 1988/89  | Raimundo García      | Pinar del Río       | 6    |
| 1988/89  | Frank Pérez Espinosa | Cienfuegos          | 6    |
| 1989/90  | Raúl Depestre        | Villa Clara         | 7    |
| 1990/91  | Camilo Kindelán      | Ciudad de La Habana | 5    |
| 1990/91  | William Sánchez      | Santiago de Cuba    | 5    |
| 1991/92  | Raimundo García      | Pinar del Río       | 5    |
| 1992     | Ariel Betancourt     | Villa Clara         | 8    |
| 1993     | Reemberto Piedra     | Ciego de Ávila      | 5    |
| 1994     | Raimundo García      | Pinar del Río       | 7    |
| 1995     | Raimundo García      | Pinar del Río       | 4    |
| 1996     | Osmin Hernández      | Pinar del Río       | 7    |
| 1997     | Osmin Hernández      | Pinar del Río       | 5    |
| 1998     | Ariel Betancourt     | Villa Clara         | 14   |
| 1999/00  | Lester Moré          | Ciego de Ávila      | 13   |
| 2000/01  | Ariel Betancourt     | Villa Clara         | 20   |
| 2001/02  | Ariel Betancourt     | Villa Clara         | 17   |
| 2002/03  | Serguey Prado        | Villa Clara         | 22   |
| 2003     | Lester Moré          | Ciego de Ávila      | 32   |
| 2004/05  | Serguey Prado        | Villa Clara         | 17   |
| 2005/06  | Yordanis Tielves     | Matanzas            | 11   |
| 2006     | Alexei Zuaznabar     | Guantánamo          | 15   |
| 2007/08  | Geovanni Ayala       | Las Tunas           | 22   |
| 2008/09  | Maykel Celada        | Las Tunas           | 11   |
| 2009/10  | Sánder Fernández     | Ciego de Ávila      | 29   |
| 2010/11  | Aliannis Urgellés    | Guantánamo          |      |
| 2012     | Roberto Linares      | Villa Clara         | 12   |
| 2013     | Yenier Márquez       | Villa Clara         | 16   |
| 2014     | Yoandir Puga         | Villa Clara         | 13   |
| 2015     | Sander Fernández     | Ciego de Ávila      | 15   |
| 2016     | Sander Fernández     | Ciego de Ávila      | 16   |